# Новоозёрный (Новосибирская область)
Новоозёрный — посёлок в Новосибирском районе Новосибирской области России. Входит в состав Толмачевского сельсовета.

## География
Площадь посёлка — 52 гектара.

## История
В 1976 году Указом Президиума Верховного Совета РСФСР посёлок отделения № 3 совхоза «Толмачевский» переименован в Новоозёрный.

## Население
| 2002 | 2007 | 2010 |
| ---- | ---- | ---- |
| 156  | ↘154 | ↗170 |

## Инфраструктура
В посёлке по данным на 2007 год функционирует 1 учреждение здравоохранения.